# Emertonia similis
Emertonia similis is een eenoogkreeftjessoort uit de familie van de Paramesochridae. De wetenschappelijke naam van de soort is voor het eerst geldig gepubliceerd in 1984 door Mielke.